# Лобов, Эдуард Анатольевич
Эдуард Анатольевич Лобов (бел. Эдуард Анатолевіч Лобаў; 1 декабря 1988, Вильнюс — 26 января 2023, Угледар) — белорусский политзаключённый, в дальнейшем участник российско-украинской войны.

## Биография
Вырос в Минске, окончил среднюю школу № 219 и профессионально-техническое училище № 38 по специальности «Техническая эксплуатация контрольно-измерительных приборов». Стремился связать свою жизнь с армией, проходил срочную службу в 103-й отдельной гвардейской воздушно-десантной бригаде. Во время службы познакомился с Андреем Тенютой, активистом молодёжной белорусской оппозиционной организации «Молодой Фронт», в которую вступил после демобилизации. Был избран руководителем минской городской организации «Молодого Фронта». Принимал участие в ряде протестных акций, в том числе в акции с требованием возвращения минского Собора святого Иосифа католической церкви, в протестах с требованием переименовать станцию минского метрополитена «Площадь Ленина», в попытке поздравить посольство Российской Федерации в Минске с Днём белорусской воинской славы — годовщиной поражения Московского княжества от Великого княжества Литовского в Битве под Оршей в 1514 году. В ходе президентской кампании 2010 года в Белоруссии входил в состав инициативной группы по выдвижению Виталия Рымашевского.
18 декабря 2010 года, за день до президентских выборов, был задержан вместе с лидером «Молодого Фронта» Дмитрием Дашкевичем и 24 марта 2011 года приговорён к 4 годам лишения свободы в колонии усиленного режима по части третьей статьи 339 Уголовного кодекса Республики Беларусь «Злостное хулиганство»: согласно фабуле обвинения, Дашкевич и Лобов беспричинно избили на улице двух прохожих; потерпевшие так и не появились лично в суде, а обвиняемые в ходе судебного процесса утверждали, что избиение было инсценировано, и к этому мнению присоединились независимые наблюдатели. Для отбывания срока был направлен в исправительную колонию № 22 («Волчьи норы») в посёлке Доманово (Брестская область). Был в числе белорусских политзаключённых, которых посетил в местах заключения апостольский нунций римско-католической церкви Клаудио Гуджеротти. Во время пребывания в колонии Лобов, с его собственных слов, трижды отказался от предложений обратиться с прошением о помиловании — и в результате вышел на волю по отбытии срока 18 декабря 2014 года. Международная правозащитная организация Amnesty International признала Эдуарда Лобова узником совести. Интернет-портал Хартия’97 в 2014 году присудил Лобову Национальную премию за защиту прав человека имени Виктора Ивашкевича. Вынесшая приговор по делу Лобова и Дашкевича судья Алена Шилько и поддерживавший обвинение прокурор Сергей Мазовко, а также отклонивший кассационную жалобу судья Валерий Комиссаров были внесены в санкционный список Евросоюза.
С лета 2015 года участвовал в качестве добровольца в защите Украины от российской вооружённой агрессии, воевал в составе Тактической группы «Беларусь» в районе Мариуполя; по словам самого Лобова,
дело в том, что если мы не поможем украинцам отвоевать независимость тут, то следующая война будет у нас. Если мы будем помогать украинцам, то можно будет рассчитывать на их помощь в нашей войне.
Сообщалось об участии Лобова в беспорядках 20 февраля 2016 года в Киеве, в ходе которых были разгромлены представительство Рината Ахметова и офисы российских банков.
После начала полномасштабного вторжения России на Украину в 2022 году Лобов служил в украинской 72-й отдельной механизированной бригаде, участвовал в освобождении Киевской области от российских захватчиков. С осени 2022 года участвовал в боях за Угледар как стрелок из гранатомёта и противотанкового ракетного комплекса Javelin, сослуживцы высоко оценивали его воинский профессионализм. Погиб от осколочного ранения при отражении российского десанта, уничтожив, по словам сослуживцев, пятнадцать солдат противника. Символический лидер белорусской оппозиции Светлана Тихановская выразила сожаление по поводу гибели Лобова.
Отпевание Лобова 4 февраля 2023 года совершил епископ Киево-Житомирский Виталий Кривицкий в соборе святого Александра в Киеве. 11 февраля 2023 года в костёле святого Александра в Варшаве состоялась панихида по Эдуарду Лобову. На варшавской панихиде с надгробными речами выступили мать Эдуарда Марина Лобова, посол Украины в Польше Василий Зварыч, посол Польши в Беларуси Артур Михальский, заместитель командира Полка Калиновского Вадим Кабанчук, белорусский политик Зенон Позняк и главный редактор Хартии’97 Наталья Радина. 17 февраля Эдуарда Лобова похоронили на варшавском воинском кладбище Повонзки.

## Награды
25 марта 2023 года председатель Рады БНР Ивонка Сурвилла посмертно наградила Эдуарда Лобова медалью Ордена Погони. Президент Украины Владимир Зеленский посмертно наградил Лобова орденом «За мужество» III степени.